# Favona
Favona est une banlieue, de la cité d’Auckland,  quasiment dominée par l’industrie, située dans l’Île du nord de la Nouvelle-Zélande.

## Situation
La banlieue fait une partie du secteur de Mangere et du ward de Manukau, une des 13 divisions administratives constituant la cité Auckland. Elle est sous la gouvernance du Conseil d’Auckland.

## Histoire
La zone a une longue histoire d’habitations humaines, du fait de sa terre fertile, d’un mouillage productif,  la proximité de l’isthme de Manukau-Tamaki.  
Le peuple Māori et en particulier, les Ngāti Whātua (en), étaient les habitants natifs, jusqu’à ce qu’ils soient supplantés par les fermiers européens au XIXe siècle. 
Le développement des jardins amena certaines personnes à venir dans le secteur et les terres restèrent utilisées de cette manière jusque dans les années 1960, quand elles furent supplantées par le développement urbain, fait de petites maisons, qui furent construites pour desservir la population croissante de la ville d’Auckland et l’industrie à proximité dans la banlieue de Onehunga et d’Otahuhu. 
Certaines zones de la banlieue de Favona sont ainsi, historiquement, un grand secteur de serres, en particulier pour la production de tomates.
Le secteur, qui était une des zones de pauvreté relative et jusqu’en 2005, avait un des plus grands parcs de caravanes de la Nouvelle-Zélande. 
Il abrite le campus de Mangere du école Te Wananga o Aotearoa (en). 
De nombreuses sociétés de navigation et de transports de fret ont des entrepôts dans la zone industrielle de Favona, comprenant en particulier, le quartier général national de la distribution de la chaîne des supermarchés Progressive Enterprises (en).